# Afrotritermus convexus
Afrotritermus convexus är en stekelart som beskrevs av Sergey A. Belokobylskij 1999. Afrotritermus convexus ingår i släktet Afrotritermus och familjen bracksteklar. Inga underarter finns listade i Catalogue of Life.